# René de l'Homme de Courbière
René de l'Homme de Courbière (Sanskow, 24 januari 1887 - Wildeshausen, 7 mei 1946) was een Duitse officier en Generalleutnant tijdens de Tweede Wereldoorlog. 

## Leven
Op 24 januari 1887 werd René de l'Homme de Courbière geboren. Hij was de kleinzoon van de Pruisische Generalfeldmarschall Wilhelm René de l’Homme de Courbière (1733 - 1811). Op 14 april 1904 trad Courbière in dienst van het Pruisische leger. Hij werd ingeschaald als Fahnenjunker. Daarna werd hij bij het Colbergsches Grenadier-Regiment „Graf Gneisenau“ (2. Pommersches) Nr. 9 geplaatst. Op 18 november 1904 werd Courbière bevorderd tot Fähnrich, en tot Leutnant op 18 augustus 1905 en tot Oberleutnant op 5 juni 1914.

### Eerste Wereldoorlog
In augustus 1914 trok hij met zijn regiment te velde. Hij nam tot november 1914 deel aan de gevechten tussen Gete en de Somme, Cambrai en de eerste Slag om Ieper. Aansluitend werd het regiment verplaatst naar het oostfront, en nam het aan de Slag bij Łódź deel. Er volgden de slag om Rawka-Bzura, de stellingenoorlog bij Bartoszowka, gevechten bij Stegna-Oglenda, de slag aan de Narew, de slag bij Ostrów, de stellingenoorlog tussen Narotsch- en Dryswjaty. Op 16 juni 1915 werd Courbière bevorderd tot Hauptmann. Vanaf 10 september 1915 werd hij ingezet als compagniecommandant bij de infanterievervangingstroepen in Warschau, en vanaf 27 maart 1916 als compagniecommandant bij de MG-leergang in Döberitz. Als Hauptmann diende hij vanaf 24 oktober 1916 aan het oostfront in de staf van de Colbergsches Grenadier-Regiment „Graf Gneisenau“ (2. Pommersches) Nr. 9. Het regiment vocht voor Dünaburg, en was betrokken bij de bezetting van het Russisch gebied. Courbière werd vanaf 31 juli 1917 ingezet als stafofficier in de regimentsstaf, en werd vanaf 14 januari 1919 wederom ingezet als compagniecommandant.

### Interbellum
Vanaf 1 oktober 1919 werd Courbière in de Reichsheer opgenomen, en hij werd geplaatst in het Reichswehr-Infanterie-Regiment 3. Van 1 oktober 1920 tot 1 juni 1926 was hij compagniecommandant van het 4e Infanterieregiment. Daarna functioneerde hij als Hauptmann in de staf van het 1e bataljon van het regiment. Op 1 april 1926 werd hij bevorderd tot Major. Courbière werd op 1 oktober 1928 in de staf van het 4e Infanterieregiment geplaatst. Vanaf 1 mei 1928 tot 1 oktober 1928 was hij als compagniecommandant ingezet in het 4e Infanterieregiment. Daarna werd Courbière overgeplaatst naar de staf van het 4e Infanterieregiment. Vanaf 1 maart 1929 zat hij in de staf van de 2e divisie. Op 28 mei 1929 werd hij gedetacheerd naar een cursus voor infanteriewapens. Vanaf 4 maart 1932 commandeerde hij het opleidingsbataljon van het 5e Infanterieregiment, en werd op 1 februari 1933 bevorderd tot Oberstleutnant. Op 1 oktober 1934 volgde zijn overplaatsing naar de Artillerie-Führer I (schuilnaam van de 1e Divisie, vanaf 15 oktober 1935 ook zo genoemd). Courbière werd op 6 oktober 1936 tot commandant benoemd van het 96e Infanterieregiment. Op 1 april 1938 werd hij bevorderd tot Generalmajor en hij werd op 10 november 1938 benoemd tot commandant van de Landweer Glogau.

### Tweede Wereldoorlog
Tijdens de mobilisatie voor de Poolse Veldtocht van 26 augustus 1939, werd Courbière tot commandant benoemd van de 213. Infanterie-Division (213e Infanteriedivisie). Met deze divisie nam hij deel aan de veldtocht. In mei 1940 werd de divisie verplaatst naar de Bovenrijn, en nam als onderdeel van het 7. Armee  (7e Leger) deel aan de slag om Frankrijk. Op 1 juni 1940 werd Courbière bevorderd tot Generalleutnant. Van juli 1940 tot februari 1941 was de divisie met verlof. De meeste leden van de divisie kregen verlof om te werken in de fabrieken en op de velden, alleen de staf van de divisie bleef achter. Na de heroproeping op 15 maart 1941, werd ze in drie beveiligingsdivisies onderverdeeld. Gezien deze opdeling, werd Courbière tot commandant benoemd van de 213. Sicherungs-Division  (213e Beveiligingsdivisie), die na de oprichting in Neuhammer, verplaatst werd naar Oekraïne. Op 18 augustus 1942 gaf hij zijn commando weer over, en was zonder functie voor een korte tijd. Op 15 januari 1943 werd hij tot commandant benoemd van de 153. Feldausbildungs-Division  (153e Veldtrainingsdivisie). Vanaf 8 juni 1943 zat hij in het Führerreserve (OKH). Daarna was hij van 8 september 1943 tot 15 oktober 1943 belast met het plaatsvervangend leiderschap m.d.st.F.b. ("mit der stellvertretende Führung beauftragt") van de Divisie Nr. 432. Op 1 november 1943 werd hij benoemd tot commandant van de Division z.b.V. 410 (Landesschützen Division). Hierna werd Courbière weer geplaatst in het Führerreserve (OKH), waarna hij op 10 januari 1944 het commando over de 338. Infanterie-Division  (338e Infanteriedivisie) op zich nam. De 338e Infanteriedivisie was gestationeerd in de Rhône-delta, Courbière leidde deze divisie vanaf augustus 1944 via Lyon naar Belfort en de Vogezen in. Op 18 september 1944 gaf hij zijn commando over de divisie weer af, en werd opnieuw geplaatst in het Führerreserve (OKH). Van 19 januari 1945 tot 5 maart 1945 was hij commandant van de Auffangstabes des Wehrkreis VIII (8e militair district). Aansluitend was hij commandant van de Auffangstabes bij de AOK 4. Op 29 maart 1945 werd hij ziek naar een ziekenhuis gebracht, waarna hij aan het einde van de oorlog krijgsgevangen genomen werd.

## Na de oorlog
Courbière zat tot 24 februari 1946 in Amerikaanse krijgsgevangenschap. Daarna werd hij weer vrijgelaten. Over het verdere verloop van zijn leven is niets bekend. Hij stierf op 7 mei 1946 in een veldhospitaal in Wildeshausen.

## Militaire carrière
- Generalleutnant: 1 juni 1940[11][12]
- Generalmajor: 1 april 1938[11][12]
- Oberst: 1 maart 1935[11][12]
- Oberstleutnant: 1 februari 1933[11][12]
- Major: 1 april 1928[11][12]
- Hauptmann: 18 augustus 1915[11] - 16 juni 1915[12]
- Oberleutnant: 5 augustus 1914[11] - 5 juni 1914[12]
- Leutnant: 18 augustus 1905[11][12]
- Fähnrich: 18 november 1904[11][12]
- Fahnenjunker: 14 januari 1904[1][12]

## Onderscheidingen
- Duitse Kruis in goud op 23 november 1944 als Generalleutnant en Commandant van de 338e Infanteriedivisie[11]
- IJzeren Kruis 1914, 1e Klasse[1] (21 mei 1917[11]) en 2e Klasse[1] (4 oktober 1914[11])
- Herhalingsgesp bij IJzeren Kruis 1939, 1e Klasse[1] (13 oktober 1939[11]) en 2e Klasse[1] (30 september 1939[11])
- Hanseatenkruis Hamburg[1] op 7 mei 1917[11]
- Gewondeninsigne 1918 in zwart[1] op 28 april 1918[11]
- Dienstonderscheiding van Leger en Marine (25 dienstjaren)[1] op 2 oktober 1936[11]
- Erekruis voor Frontstrijders in de Wereldoorlog[1] op 12 januari 1935[11]
- Kruis der Vierde Klasse in de Orde van Militaire Verdienste (Beieren) met Zwaarden[1] op 4 mei 1918[11]
- Ereridder in de Hospitaalorde van Sint-Jan[1] op 26 februari 1917[11]
- Kruis voor Oorlogsverdienste (Lippe)[1] op 14 juni 1918[11]
- Officier in de Orde van de Kroon van Roemenië op 27 februari 1942[11]